# High Abbotside
High Abbotside est une paroisse civile du Yorkshire du Nord, en Angleterre.